# اسکات تاکه‌دا
اسکات تاکه‌دا (انگلیسی: Scott Takeda؛ زادهٔ ۲۱ مارس ۱۹۶۷) روزنامه‌نگار، عکاس و بازیگر ژاپنی‌‌تبار اهل ایالات متحده آمریکا است.
او دانش‌آموختهٔ دانشگاه کلرادو بولدر است و از سال ۱۹۹۰ میلادی تا کنون مشغول فعالیت هنری است.

## گزیده فیلمشناسی
از فیلم‌ها یا برنامه‌های تلویزیونی که وی در آن نقش داشته‌است می‌توان به آثار زیر اشاره کرد.
- همه چیز باید برود (۲۰۱۰)
- باشگاه خریداران دالاس (۲۰۱۳)
- دختر گم‌شده (فیلم) (۲۰۱۴)
- ویسکی تانگو فاکسترات (فیلم) (۲۰۱۶)
- فضای میان ما (فیلم) (۲۰۱۷)
- نشویل (مجموعه تلویزیونی) (۲۰۱۴)
- پیام‌آوران (مجموعه تلویزیونی) (۲۰۱۵)
- جرم آمریکایی (مجموعه تلویزیونی) (۲۰۱۵)
- گریم (مجموعه تلویزیونی) (۲۰۱۵)
- خدمتکاران حیله‌گر (۲۰۱۶)
- شیفت شب (مجموعه تلویزیونی) (۲۰۱۶)
- روزهای زندگی ما (۲۰۱۷)
- آناتومی گری (مجموعه تلویزیونی) (۲۰۱۷)
- مردی در های کسل (۲۰۱۸)
- آمریکایی‌ها (مجموعه تلویزیونی) (۲۰۱۸)